# Crepidogastrinus
Crepidogastrinus es un género de coleópteros adéfagos perteneciente a la familia Carabidae. 

## Especies
Relación de especies:
- Crepidogastrinus kochi Basilewsky, 1957